# Live at Rome Olympic Stadium
Live at Rome Olympic Stadium is een livealbum van de Britse rockband Muse en bevat een registratie van het concert dat de band op 6 juli 2013 gaf in het Olympisch Stadion van Rome als onderdeel van The 2nd Law Tour. De film ging in première op 5 november 2013 in verschillende bioscopen. Later werd hij op 29 november 2013 uitgebracht op cd, dvd en blu-ray.

## Achtergrond
De versie die in de bioscoop wordt uitgebracht, had een resolutie van 8,8 miljoen pixels en was de eerste concertfilm die uitgebracht was in deze resolutie. Hiervoor werden zestien Sony PMW-F55 CineAlta-camera's gebruikt, die hun gegevens achterlieten op een harde schijf van drie terabyte. Daarnaast zijn er 120 geluidssporen opgenomen.
De film was geregisseerd door Matt Askem, die eerder al samenwerkte met de band aan Hullabaloo: Live at Le Zenith, Paris en HAARP. De productie lag in handen van Serpent Productions.

## Nummers
| 1.                 | Supremacy               | 5:14 |
| 2.                 | Panic Station           | 3:12 |
| 3.                 | Resistance              | 5:32 |
| 4.                 | Hysteria                | 5:06 |
| 5.                 | Animals                 | 4:21 |
| 6.                 | Knights of Cydonia      | 8:19 |
| 7.                 | Explorers               | 5:54 |
| 8.                 | Follow Me               | 3:52 |
| 9.                 | Madness                 | 4:37 |
| 10.                | Guiding Light           | 4:18 |
| 11.                | Supermassive Black Hole | 4:05 |
| 12.                | Uprising                | 5:35 |
| 13.                | Starlight               | 4:27 |
| Totale duur: 64:32 |                         |      |

| 1.                 | Intro                                                             | 1:11 |
| 2.                 | Supremacy                                                         | 5:21 |
| 3.                 | Panic Station                                                     | 3:17 |
| 4.                 | Plug In Baby                                                      | 4:27 |
| 5.                 | Resistance                                                        | 5:35 |
| 6.                 | Animals                                                           | 4:33 |
| 7.                 | Knights of Cydonia                                                | 8:58 |
| 8.                 | Explorers                                                         | 5:54 |
| 9.                 | Hysteria                                                          | 5:21 |
| 10.                | Feeling Good (geschreven door Leslie Bricusse en Anthony Newley)  | 3:44 |
| 11.                | Follow Me                                                         | 4:02 |
| 12.                | Madness                                                           | 4:48 |
| 13.                | Time Is Running Out                                               | 4:40 |
| 14.                | Guiding Light                                                     | 4:26 |
| 15.                | Undisclosed Desires                                               | 4:10 |
| 16.                | Supermassive Black Hole                                           | 4:15 |
| 17.                | Survival                                                          | 4:49 |
| 18.                | The 2nd Law: Isolated System                                      | 2:26 |
| 19.                | Uprising                                                          | 5:43 |
| 20.                | Starlight                                                         | 5:10 |
| 21.                | Aftiteling (met The 2nd Law: Unsustainable als achtergrondmuziek) | 2:44 |
| Totale duur: 95:45 |                                                                   |      |

| 1.                 | Stockholm Syndrome (live, Las Vegas)         | 8:36 |
| 2.                 | The 2nd Law: Unsustainable (live, Las Vegas) | 4:25 |
| 3.                 | Liquid State (live, Dallas)                  | 3:23 |
| 4.                 | The Road (The Film)                          | 4:47 |
| Totale duur: 21:11 |                                              |      |